# Bon Voyage! (1962)
Bon Voyage! é um filme norte-americano de 1962, do gênero comédia, dirigido por James Neilson e estrelado por Fred MacMurray e Jane Wyman.
O filme, apesar de ser uma produção Disney, é dirigido mais aos adultos que às crianças.

## Sinopse
A família Willard, do interior dos EUA, embarca numa viagem dos sonhos com destino a Paris. Harry e Katie levam os três filhos para tomar um banho de cultura europeia. Amy e Elliott são os adolescentes loucos para amar, enquanto o caçula Skipper é o traquinas que sempre se perde... Elliott fica hipnotizado por uma linda francesinha e Amy é cortejada pelo jovem e rico Nick O'Mara. Até mesmo Katie se vê alvo das atenções de um playboy abusado! De Paris a Monte Carlo, os Willards experimentam um choque cultural que os leva rapidinho a concluir que, definitivamente, não estão mais em seu querido Indiana.

## Premiações
| Patrocinador                                  | Prêmio | Categoria                             | Situação                                                |
| --------------------------------------------- | ------ | ------------------------------------- | ------------------------------------------------------- |
| Academia de Artes e Ciências Cinematográficas | Oscar  | Melhor Mixagem de Som Melhor Figurino | Indicado[carece de fontes?] Indicado[carece de fontes?] |

## Elenco
| Ator/Atriz          | Personagem        |
| ------------------- | ----------------- |
| Fred MacMurray      | Harry Willard     |
| Jane Wyman          | Katie Willard     |
| Michael Callan      | Nick O'Mara       |
| Deborah Walley      | Amy Willard       |
| Jessie Royce Landis | Condessa DuFresne |
| Tommy Kirk          | Elliott Willard   |
| Kevin Corcoran      | Skipper Willard   |
| Georgette Anys      | Madame Clebert    |
| Ivan Desny          | Rudolph Hunschak  |
| Françoise Prévost   | A Garota          |
| Alex Gerry          | Horace Bidwell    |
| Howard Smith        | Juiz Henderson    |